# Meditaties over de eerste filosofie
Meditaties over de eerste filosofie of kortweg Meditaties (volledige titel: Meditaties over de eerste filosofie in welke het bestaan van God en de onsterfelijke ziel worden bewezen; Latijn: Meditationes de prima philosophia, in qua Dei existentia et animae immortalitas demonstratur) is een filosofisch boek, geschreven door de Franse filosoof René Descartes. Het oorspronkelijke werk uit 1641 was in het Latijn geschreven, toen Descartes in de Verenigde Nederlanden woonde; in 1647 verscheen een Franse uitgave. De vertaling/betekenis van het Latijnse woord “meditationes” is overigens “overwegingen”. 
Het boek is onderverdeeld in zes meditaties en een gedeelte waarin commentaren van andere filosofen zijn verzameld, samen met Descartes' reacties.
Het boek is grotendeels metafysisch van aard en Descartes is, zoals de ondertitel aangeeft, erop uit het bestaan van God en de onsterfelijkheid van de ziel te bewijzen. In de inleiding schrijft Descartes dat de reden dat hij dit boek geschreven heeft is omdat hij op zoek is naar de fundamenten van het kennen om zo tot onbetwistbare kennis te komen.

## Eerste meditatie
Descartes begint zijn zoektocht naar onbetwijfelbare kennis op paradoxale wijze door aan alles wat hij ooit heeft geloofd te twijfelen. Descartes is van mening dat hij alleen onbetwijfelbare kennis kan vinden door eerst aan alles wat hij denkt te weten te twijfelen. Hij wil het fundament voor kennis vinden door eerst alle onzekere kennis te verwerpen.
In de replieken aan het einde van het boek vergelijkt hij zijn methode met het een voor een weggooien van rotte appels uit een fruitmand, zodat uiteindelijk alleen de rijpe appels overblijven.
Descartes twijfelt niet zozeer aan de inhoud van zijn kennis, maar aan de manier waarop we onze kennis hebben verkregen. Hij heeft verschillende redenen voor zijn twijfel:
- Kennis verkregen door de zintuigen kan niet vertrouwd worden, iedere waarneming kan immers op zinsbegoocheling berusten;
- Onze waarneming kan een hallucinatie zijn;
- We kunnen nooit zeker weten of we dromen of dat we wakker zijn;
- De hele wereld zou een illusie kunnen zijn, gecreëerd door een kwade geest (genus malignum of deceptor).

De twijfel die Descartes aldus te berde brengt is absoluut. Hij is niet meer zeker over het bestaan van de materiële wereld. Hij twijfelt zelfs aan zijn eigen bestaan en het bestaan van God. De kwade geest is immers almachtig en zou van alles in zijn geest kunnen plaatsen.

## Tweede meditatie

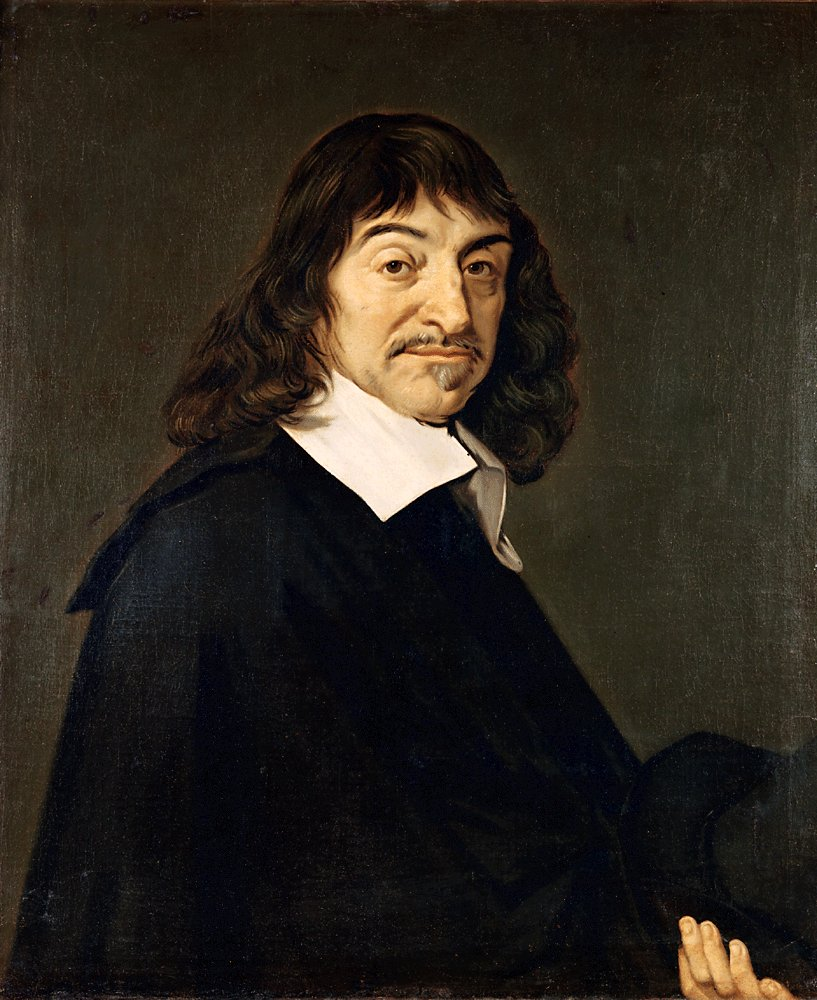
René Descartes,
Frans Hals (1649)

Het twijfelexperiment heeft Descartes in een vortex geworpen en hij heeft iedere vastigheid verloren. Hij ontdekt echter dat, alhoewel hij aan bijna alles kan twijfelen, hij niet kan twijfelen aan het feit dat hij twijfelt, en dat er dus iets moet bestaan dat twijfelt. Hij komt aldus tot de conclusie dat hij zelf bestaat. Dit is een vorm van het bekende "Ik denk dus ik besta" (cogito, ergo sum). Deze uitspraak komt overigens niet letterlijk in de Meditaties voor, maar in zijn Principia philosophiae (en in het Frans in de Discours de la Méthode).
Descartes heeft hiermee de fundering voor zijn filosofie gevonden. Alhoewel hij nog steeds twijfelt aan het bestaan van de wereld om hem heen, is Descartes er nu zeker van dat hij zelf, de bron van de twijfel, bestaat.
Het 'zelf' dat Descartes nu bewezen heeft, heeft echter geen lichamelijkheid, het is uitsluitend een denkend ding, res cogitans, ofwel de ziel. Alhoewel Descartes gelooft dat hij een lichaam heeft, kan dit een illusie zijn, gecreëerd door de kwade geest uit de eerste meditatie.
Descartes vraagt zich vervolgens af wat het is dat we waarnemen als we objecten zien. De eigenschappen die we aan de objecten toekennen, zoals kleur, vorm en geur, zijn veranderlijk en mogelijk veroorzaakt door illusies. Wat volgens Descartes echter zeker is, is dat objecten een eigenschap hebben die Descartes uitgebreidheid noemt (res extensa).
Descartes voert bovenstaande gedachten verder en concludeert dat objecten niet betrouwbaar door de zintuigen kunnen worden waargenomen, omdat dit slechts illusies kunnen zijn. Dit is de grondgedachte van Descartes' rationalisme.

## Derde meditatie
In deze meditatie levert Descartes zijn eerste godsbewijs. Een van de redenen dat Descartes het bestaan van God wil bewijzen is omdat dit een manier zou zijn om de kwade geest te lijf te gaan. In 1633 had hij echter ook al afgezien van de publicatie van Le Monde naar aanleiding van de veroordeling van Galileo Galilei door de Katholieke Kerk en de verbranding van diens werk.
In deze meditatie introduceert Descartes tevens de zuivere cognitie. Descartes ziet zuivere waarneming als voldoende voorwaarde voor kennis. Met cognitie bedoelt Descartes niet zintuiglijke waarneming, maar waarneming met zijn geestesoog. Hij komt tot deze conclusie via het Cogito uit de vorige meditatie. Het inzicht dat hij, die twijfelt, bestaat is volgens Descartes een zuivere cognitie. Descartes gebruikt het begrip van de zuivere cognitie om zichzelf uit het sceptische moeras te trekken waar hij zichzelf in geworpen heeft.
Descartes inventariseert zijn geest en komt tot de conclusie dat hij er niet omheen kan dat er een perfect wezen bestaat. Tevens beargumenteert Descartes dat iets wat veroorzaakt is door iets anders niet meer perfectie kan bezitten dan de veroorzaker. Aangezien Descartes geen perfect wezen kan zijn omdat hij twijfelt kan de cognitie van God niet door hemzelf verzonnen zijn en God moet dus bestaan buiten zijn geest om.
Uit het idee dat God een oneindig perfect wezen is concludeert Descartes ook dat de kwade geest, waarvan hij in de eerste meditatie dacht dat deze hem over het bestaan van de wereld bedriegt, niet kan bestaan. Een oneindig perfect wezen kan, volgens Descartes, niet bedriegen, want dat zou een tekortkoming zijn.

## Vierde meditatie
Descartes gaat er nu van uit dat God bestaat en dat hij geen bedrieger is. Hij stelt zichzelf tevens de vraag hoe het kan dat een perfecte God een wezen schept dat fouten kan maken. Descartes schrijft dat hij, als Gods creatie, een intellect heeft dat, mits op correcte wijze gebruikt, betrouwbaar is.
Descartes verklaart het feit dat we fouten maken onder andere door te stellen dat God ons met een eindig intellect, maar een oneindige wil heeft geschapen. Hierdoor maken we fouten in onze redenaties. Het maken van fouten vergelijkt Descartes met het begaan van zonden. Fouten en zonden worden veroorzaakt doordat de mens zijn vrije wil misbruikt.
In de vierde meditatie doet zich een hardnekkig filosofisch probleem voor. Als Descartes eerst het bestaan van God moet bewijzen om vast te stellen dat zijn intellect betrouwbaar is, hoe kan hij dan in eerste instantie vaststellen dat God bestaat? Hij heeft zijn verstand nodig om het bestaan van God te bewijzen en tevens moet hij het bestaan van God bewijzen om op zijn verstand te kunnen vertrouwen. Dit probleem staat bekend als de 'Cartesiaanse Cirkel'.

## Vijfde meditatie
In de vijfde meditatie gaat Descartes dieper in op de essentie van materie. Hij gaat er nog niet van uit dat materie daadwerkelijk bestaat.
In deze meditatie bespreekt Descartes tevens zijn tweede godsbewijs, het zogenaamde ontologisch godsbewijs. God is een perfect wezen, en een essentie van een perfect wezen is dat het bestaat.
Over de materie schrijft Descartes dat hij een zuivere cognitie heeft van de 'uitgebreidheid' van de materie. Het kan gemeten worden in lengte, breedte en hoogte. Al deze eigenschappen kunnen mathematisch beschreven worden. Volgens Descartes is de enige zekerheid die we kunnen hebben van materiële objecten wiskundig. De geometrie is volgens Descartes de essentie van materie. De zintuigen spelen een ondergeschikte rol in Descartes' rationalisme.

## Zesde meditatie
In het laatste hoofdstuk probeert Descartes de sceptische twijfel uit de eerste meditatie voorgoed te verbannen. Descartes heeft tot nu toe de existentie en essentie van het zelf en van God aangetoond. Van de materie heeft hij alleen aangegeven wat de essentie is.
Zijn bewijs van het bestaan van een materiële wereld buiten hemzelf baseert hij op de aanname dat God, het perfecte wezen, niet misleidt. Door zijn zintuigelijke waarneming heeft hij een sterke neiging om te geloven in de materiële werkelijkheid buiten hemzelf. God heeft hem met deze eigenschap gecreëerd. Als een externe materiële werkelijkheid niet bestaat, dan misleidt God hem. Maar omdat God als het oneindig perfecte wezen niet misleidt, bestaat de werkelijkheid.

## Publicatie
Voorafgaand aan de publicatie van het werk stuurde Descartes de tekst aan verschillende denkers van zijn tijd. De Meditaties werden uiteindelijk gepubliceerd, inclusief de bezwaren van deze denkers en zijn antwoorden daarop. Degenen om wie het gaat, zijn:
1. De theoloog Johan de Kater;
2. Diverse theologen en filosofen die door Marin Mersenne waren uitgenodigd om op Descartes' tekst te reageren;
3. Thomas Hobbes;
4. Antoine Arnauld;
5. Pierre Gassendi;
6. De jezuïet en wiskundige Pierre Bourdin.